# Futbol'nyj Klub Arsenal Tula 2017-2018
Questa voce raccoglie rosa, risultati e statistiche dell'Arsenal Tula nella stagione 2017-2018.

## Stagione
La squadra si salvò agevolmente conquistando il settimo posto finale, fino ad allora miglior risultato del club.
In coppa arrivò l'immediata eliminazione per mano del Tambov.

## Rosa
| N. |                       | Ruolo | Calciatore         |
| -- | --------------------- | ----- | ------------------ |
| 6  | Russia (bandiera)     | D     | Maksim Beljaev     |
| 7  | Russia (bandiera)     | C     | Kantemir Berchamov |
| 8  | Georgia (bandiera)    | D     | Gia Grigalava      |
| 9  | Russia (bandiera)     | C     | Kirill Kombarov    |
| 10 | Zambia (bandiera)     | C     | Evans Kangwa       |
| 11 | Russia (bandiera)     | C     | Sergej Tkačëv      |
| 13 | Zambia (bandiera)     | D     | Stophira Sunzu     |
| 14 | Russia (bandiera)     | D     | Anri Chaguš        |
| 18 | Montenegro (bandiera) | A     | Luka Đorđević      |
| 19 | Argentina (bandiera)  | A     | Federico Rasic     |
| 20 | Serbia (bandiera)     | C     | Goran Čaušić       |
| 21 | Spagna (bandiera)     | D     | Víctor Álvarez     |

| N. |                     | Ruolo | Calciatore          |
| -- | ------------------- | ----- | ------------------- |
| 23 | Russia (bandiera)   | C     | Igor' Gorbatenko    |
| 33 | Russia (bandiera)   | C     | Aslanbek Sikoev     |
| 36 | Russia (bandiera)   | P     | Michail Levašov     |
| 52 | Romania (bandiera)  | D     | Ivan Novosel'cev    |
| 55 | Romania (bandiera)  | C     | Alexandru Bourceanu |
| 71 | Russia (bandiera)   | D     | Aleksandr Denisov   |
| 77 | Bulgaria (bandiera) | C     | Mihail Aleksandrov  |
| 79 | Russia (bandiera)   | C     | Danila Buranov      |
| 87 | Russia (bandiera)   | C     | Il'ja Maksimov      |
| 88 | Russia (bandiera)   | A     | Igor' Ševčenko      |
|    | Russia (bandiera)   | A     | Artëm Dzjuba        |
|    | Russia (bandiera)   | P     | Vladimir Gabulov    |
|    | Russia (bandiera)   | P     | Aslanbek Sikoev     |

## Risultati

### Campionato
| Mosca 18 luglio 2017 1ª giornata | Lokomotiv Mosca | 1 – 0 referto | Arsenal Tula | Stadio Lokomotiv |

| Tula 24 luglio 2017 2ª giornata | Arsenal Tula | 1 – 0 referto | SKA-Chabarovsk | Stadio Arsenal |

| Kazan' 29 luglio 2017 3ª giornata | Rubin | 2 – 1 referto | Arsenal Tula | Kazan Arena |

| Tula 6 agosto 2017 4ª giornata | Arsenal Tula | 1 – 2 referto | Tosno | Stadio Arsenal |

| Mosca 9 agosto 2017 5ª giornata | Spartak Mosca | 2 – 0 referto | Arsenal Tula | Otkrytie Arena |

| Tula 14 agosto 2017 6ª giornata | Arsenal Tula | 2 – 2 referto | Ural | Stadio Arsenal |

| Groznyj 21 agosto 2017 7ª giornata | Achmat Groznyj | 1 – 2 referto | Arsenal Tula |  |

| Tula 26 agosto 2017 8ª giornata | Arsenal Tula | 0 – 1 referto | Amkar Perm' | Stadio Arsenal |

| Rostov sul Don 9 settembre 2017 9ª giornata | Rostov | 2 – 2 referto | Arsenal Tula | Stadio Olimp-2 |

| Tula 15 settembre 2017 10ª giornata | Arsenal Tula | 1 – 0 referto | Dinamo Mosca | Stadio Arsenal |

| Ufa 24 settembre 2017 11ª giornata | Ufa | 1 – 0 referto | Arsenal Tula | Neftyanik Stadium |

| Tula 29 settembre 2017 12ª giornata | Arsenal Tula | 1 – 0 referto | Krasnodar | Stadio Arsenal |

| San Pietroburgo 15 ottobre 2017 13ª giornata | Zenit San Pietroburgo | 0 – 1 referto | Arsenal Tula | Stadio San Pietroburgo |

| Kaspijsk 22 ottobre 2017 14ª giornata | Anži | 3 – 2 referto | Arsenal Tula | Anži-Arena |

| Tula 27 ottobre 2017 15ª giornata | Arsenal Tula | 1 – 0 referto | CSKA Mosca | Stadio Arsenal |

| Chabarovsk 5 novembre 2017 16ª giornata | SKA-Chabarovsk | 1 – 2 referto | Arsenal Tula |  |

| Tula 18 novembre 2017 17ª giornata | Arsenal Tula | 0 – 0 referto | Rubin | Stadio Arsenal |

| San Pietroburgo 25 novembre 2017 18ª giornata | Tosno | 3 – 2 referto | Arsenal Tula | Stadio Petrovskij |

| Tula 1º dicembre 2017 19ª giornata | Arsenal Tula | 0 – 1 referto | Spartak Mosca | Stadio Arsenal |

| Ekaterinburg 8 dicembre 2017 20ª giornata | Ural | 1 – 1 referto | Arsenal Tula | SKB-Bank Arena |

| Tula 4 marzo 2018 21ª giornata | Arsenal Tula | 1 – 0 referto | Achmat Groznyj | Stadio Arsenal |

| Ufa 9 marzo 2018 22ª giornata | Amkar Perm' | 0 – 2 referto | Arsenal Tula | Neftyanik Stadium |

| Tula 17 marzo 2018 23ª giornata | Arsenal Tula | 2 – 2 referto | Rostov | Stadio Arsenal |

| Chimki 31 marzo 2018 24ª giornata | Dinamo Mosca | 2 – 1 referto | Arsenal Tula | Arena Chimki |

| Tula 7 aprile 2018 25ª giornata | Arsenal Tula | 2 – 1 referto | Ufa | Stadio Arsenal |

| Krasnodar 14 aprile 2018 26ª giornata | Krasnodar | 3 – 0 referto | Arsenal Tula | Stadio FC Krasnodar |

| Tula 22 aprile 2018 27ª giornata | Arsenal Tula | 3 – 3 referto | Zenit San Pietroburgo | Stadio Arsenal |

| Tula 28 aprile 2018 28ª giornata | Arsenal Tula | 2 – 1 referto | Anži | Stadio Arsenal |

| Mosca 6 maggio 2018 29ª giornata | CSKA Mosca | 6 – 0 referto | Arsenal Tula | Arena CSKA |

| Tula 13 maggio 2018 30ª giornata | Arsenal Tula | 2 – 0 referto | Lokomotiv Mosca | Stadio Arsenal |

### Coppa di Russia
| Tambov 20 settembre 2017 Sedicesimi di finale | Tambov | 1 – 0 referto | Arsenal Tula | Stadio centrale Spartak |